# Helpis tasmanica
Helpis tasmanica là một loài nhện trong họ Salticidae.
Loài này thuộc chi Helpis. Helpis tasmanica được Marek Żabka miêu tả năm 2002.